# Nelson (Nebraska)
Nelson es una ciudad ubicada en el condado de Nuckolls en el estado estadounidense de Nebraska. En el Censo de 2010 tenía una población de 488 habitantes y una densidad poblacional de 230,9 personas por km².

## Geografía
Nelson se encuentra ubicada en las coordenadas 40°12′4″N 98°4′7″O / 40.20111, -98.06861. Según la Oficina del Censo de los Estados Unidos, Nelson tiene una superficie total de 2.11 km², de la cual 2.11 km² corresponden a tierra firme y (0%) 0 km² es agua.

## Demografía
Según el censo de 2010, había 488 personas residiendo en Nelson. La densidad de población era de 230,9 hab./km². De los 488 habitantes, Nelson estaba compuesto por el 97.75% blancos, el 0% eran afroamericanos, el 0% eran amerindios, el 0% eran asiáticos, el 0% eran isleños del Pacífico, el 0.2% eran de otras razas y el 2.05% pertenecían a dos o más razas. Del total de la población el 1.64% eran hispanos o latinos de cualquier raza.